# San Vicente dels Horts
San Vicente dels Horts (oficialmente en catalán: Sant Vicenç dels Horts) es una ciudad y municipio español de la comarca del Bajo Llobregat, en la provincia de Barcelona, comunidad autónoma de Cataluña.

## Geografía
Integrado en la comarca del Bajo Llobregat, se sitúa a 13 kilómetros de la capital catalana. El término municipal está situado en el lado derecho del río Llobregat y está atravesado por la autovía del Nordeste (A-2) entre los pK 600 y 603, además de por la antigua carretera N-II (renombrada como BV-2002), por la carretera nacional N-340, que se dirige hacia Villafranca del Panadés y Tarragona, y por la carretera local BV-2005, que conecta con Torrellas de Llobregat.
El núcleo de población se sitúa entre las rieras de Cervelló y de Torrellas, que desembocan en el río Llobregat. El municipio comprende una zona llana, cercana al río Llobregat, y una mayor extensión accidentada por los contrafuertes más orientales de los macizos de Garraf-Ordal, donde se superan los 300 metros de altitud, destacando Puig Castellar (187 metros), Turó de les Canals (267 metros) y Puig Rocabruna (301 metros). El núcleo urbano se alza a 22 metros sobre el nivel del mar. La altitud oscila entre los 301 metros (Puig Rocabruna) en el límite con Cervelló y los 15 metros a orillas del río Llobregat. 
| Noroeste: La Palma de Cervelló | Norte: Pallejá                                         | Noreste: Molins de Rey          |
| Oeste: Cervelló                |                                                        | Este: Molins de Rey             |
| Suroeste: Cervelló             | Sur: Torrellas de Llobregat y Santa Coloma de Cervelló | Sureste: San Feliú de Llobregat |

## Historia
La ciudad de San Vicente dels Horts tiene sus primeros signos de civilización en tiempo de los íberos. Un ejemplo claro lo encontramos en la montaña del pico Castellar, en la cual se conservan algunos restos de un antiguo poblado. A pesar de ello la mayoría de restos conservados corresponden a finales del período romano. En 2007 se descubrió un horno romano, un centro de producción de vino y unas ánforas (siglo IV-V d. C.), situadas en el subsuelo de la biblioteca pública Les Voltes.
Los siguientes signos de población son de principios del primer milenio. El municipio, englobado en el territorio perteneciente a la baronía de Cervelló, recibió antiguamente el nombre de Garrosa (955), procedente, se dice, de un antropónimo femenino. Este nombre aparece en el año 959 con la forma de Villagarrosa, y a partir de entonces cayó en desuso y dio lugar a “ipsos Ortos Chometales” (986), o San Vicente “ad ipsos Ortos Chometales” en honor a la propiedad en régimen de bienes inmuebles que entregó el conde Ramón Borrell al conde de Barcelona (1017) y al monasterio de San Cugat del Vallés. Con estos nombres se deduce que el valle del Llobregat ha estado plagado de campos de cultivo.
También existe un edificio datado del siglo XIV, el Molino de los Frailes que es de 1315. Después se construyeron Can Pujador y la iglesia barroca de San Vicente mártir a comienzos del siglo XVII, época en que el declive señorial y la aplicación de los decretos de Nueva Planta, dictados por Felipe V (1716) condujeron a la represión vicentina. Un motivo que refleja dicha represión fue el derrumbe del Castillo Viejo de Cervelló por parte de las tropas borbónicas en el 1716.
A partir de los primeros años del siglo XX, llegaron a la localidad la primera gran oleada de gente barcelonesa rica que construyó sus casas. En aquel momento los estilos que fueron proyectados por los arquitectos eran el modernismo y el novecentismo (formando la zona conocida como Pueblo Nuevo, cerca de la estación de San Vicente), gran parte de estas obras han sido demolidas. El siguiente cambio demográfico se produjo durante la década de los 60 cuando el éxodo de gente de otras regiones del resto de España se trasladó hacia las grandes ciudades y cercanías.

### SigloXIX
Así se describe a San Vicente dels Horts en la página 239 del tomo IX del Diccionario geográfico-estadístico-histórico de España y sus posesiones de Ultramar, obra impulsada por Pascual Madoz a mediados del siglo XIX:

HORTS (SAN VICENS DELS)

Lugar con ayuntamiento en la provincia, audiencia territorial, capitanía general y diócesis de Barcelona (2 leguas), partido judicial de San Feliú de Llobregat (1).
Situado entre el, río Llobregat por el S, y la montaña nombrada Pico Castellar por el O; le combaten con frecuencia los vientos del E y O; el clima es sano y benigno, y las enfermedades comunes son fiebres intermitentes.
Tiene 348 casas, inclusa la consistorial, que forman una plaza, y 4 calles sin empedrar, una escuela de instrucción primaria dotada con 1.100 reales, y concurrida por 70 alumnos; otra de igual clase para niñas, a la que asisten estas en número de 42; y una iglesia parroquial (San Vicente Mártir), servida por un cura de primer ascenso, de provisión real y ordinaria y un vicario. Los vecinos se surten de aguas de pozos, y del río para beber y demás usos domésticos. El cementerio se halla fuera de la población, en paraje que no perjudica a la salud pública.
El término confina con Pallejá (1/2 legua), el río Llobregat (1/4), Santa Coloma de Cervelló (1/2) y Torrellas (1).
El terreno es de regular calidad; parte de secano, y parte de regadío con las aguas del río mencionado; le cruzan varios caminos locales. El correo se recibe de la cabeza del partido.
Producciones: cereales y muchas frutas, y cría caza de perdices y conejos.
Industria: la agrícola, un molino harinero y una fábrica de papel de estraza.
Población: 348 vecinos, 1732 almas.

Capital productivo: 7 256 000 reales. Imponible: 181 400.

## Demografía
San Vicente dels Horts cuenta con una población de 28 568 habitantes (INE 2024).
| Gráfica de evolución demográfica de San Vicente dels Horts entre 1842 y 2021 |
| |
| Población de derecho según los censos de población del INE. Población de hecho según los censos de población del INE.En estos censos se denominaba San Vicente dels Horts: 1842, 1857, 1860, 1877, 1887, 1897, 1900, 1910, 1920, 1930, 1940, 1950, 1960, 1970 y 1981. |

La inmigración, primeramente de otras regiones de España y últimamente del extranjero, debido a la proximidad con Barcelona, ha sido la causa del gran aumento de la población del municipio a partir de mediados del siglo XX.
San Vicente dels Horts está formado por un único núcleo urbano o entidad de población.
| 1809                       | 2919 | 5750 | 21 107 | 27 106 | 28 137 | 29 124 |
| (Fuente: [cita requerida]) |      |      |        |        |        |        |

- Gráfico demográfico de San Vicente dels Horts entre 1717 y 2006

1717-1981: población de hecho; 1990-: población de derecho

## Comunicaciones
El municipio se encuentra muy bien comunicado debido a su situación estratégica cerca de Barcelona y de las infraestructuras de comunicación que llevan a la ciudad condal. Los ejes de comunicación se estructuran de manera radial, provocando deficiencias en la comunicación entre los municipios de uno y otro lado del río. 

### Transporte privado
Al municipio de San Vicente dels Horts se puede acceder desde la vía BV-2002 (también llamada carretera de San Baudilio de Llobregat), que une el municipio con San Baudilio de Llobregat. Casi en paralelo discurre por el interior del municipio la BV-2208 o calle Jacinto Verdaguer, que junto a la calle Barcelona es una de las arterias de comunicación y comercio principales.
Al norte discurre la N-340, que enlaza con Cuatro Caminos hacia la AP-2/B-23 y la Autovía del Bajo Llobregat, la A-2 a través de Pallejá. Al sur se encuentra la BV-2005 o carretera de Torrellas que finaliza en el Viaducto de San Vicente (que sirve de conexión con la A-2 y la AP-2/B-23.

### Transporte público
- El municipio forma parte de la ATM (Área de Transporte Metropolitano), situándose en la primera corona de la región de Barcelona y a 1 zona de viaje de la ciudad condal desde enero de 2018
- Posee 3 estaciones de ferrocarril (FGC) de la línea Llobregat-Noya La estación de San Vicente dels Horts, la estación de Can Ros y la estación de Quatre Camins (apeadero y enlace con autobús). Los trenes que efectúan parada en estas estaciones son el S8 (Martorell-Enlace), S33 (procedente de Can Ros) y S4 (Olesa de Montserrat). Desde el 9 de febrero de 2008 las líneas R5/R50 (Manresa) y R6/R60 (Igualada) efectúan también parada en la población; afianzando el llamado Metro del Bajo Llobregat.
- Cuatro Caminos (ca: Quatre Camins) enlaza con: S4, S8, R5 y R6
- Can Ros enlaza con: S33, S4, S8, R5 y R6
- San Vicente (ca: Sant Vicenç) enlaza con: S33, S4, S8, R5, R50, R6 y R60
- El municipio se conecta con autobús a través de las líneas L60, L61 y L62 con el resto de la comarca. Además varias líneas tienen parada próxima a la estación de Cuatro Caminos (N-340) como son las líneas 518, 560, L50 y L57. También existe una nueva línea que une la población de Torrellas con la parada de tren de San Vicente, sustituyendo la anterior L62M. Las empresas concesionarias del servicio del autobús interurbano diurno son Soler i Sauret y Autocorb (en el caso de las líneas procedentes de Corbera).
- L60: inaugurada e1 19/11/2010, y que permite ir desde la población vicentina hasta el nuevo hospital de San Juan Despí-TV3 (inicio-final) pasando por Molins y San Feliú.
- L61: San Baudilio de Llobregat - San Vicente - Francesc Maciá (Barcelona)
- L62: Torrellas - Collblanc (Barcelona)
- L50: Vallirana - Collblanc (Barcelona)
- L57: Vallirana - Francesc Maciá (Barcelona)
- L71: Torrellas - San Vicente
- 518: Corbera - Molins - Barcelona
- 560: Corbera - Molins - Hospital Comarcal
- Dispone de 4 expediciones de regreso desde Barcelona a las 00:29 (N41), 1:16 (N51), 3:07 (N41), 4:07 (N51) de autobús nocturno (NitBus). Dispone de paradas en las cercanías de las Caballerizas Panadés y del CEIP Juncadella en San Vicente. Las paradas en Barcelona se encuentran en la ronda de la Universidad (entre la plaza de Cataluña y la plaza de la Universidad) y, en la Plaza de España (en la Gran Vía a la altura del número 371).
- N41: Barcelona - San Sadurní de Noya
- N51: Barcelona - Esparraguera
- San Vicente dispone de servicio urbano de autobús, el llamado SantviBus, con frecuencias de paso mínimas de 1 hora. Dicho servicio dispone de 9 líneas (3 especiales para transporte de escolares a los centros educativos de las zonas elevadas: L14, L20 y L25). La empresa concesionaria del servicio es Alsa.
- Se espera que en un futuro llegue la línea T3 del Metro del Bajo Llobregat a Cuatro Caminos a través del puente de la N-340 o a través de la construcción de un puente peatonal al sur de la nacional.
- Posee parada de taxis cercana al Ayuntamiento.

## Economía
La economía del municipio ha sido tradicionalmente la agricultura de cultivos de regadío. Debido al avance de la urbanización la economía se basa cada vez más en el sector servicios. Tiene varios polígonos industriales con pequeñas y medianas empresas.
No se puede considerar ciudad dormitorio ya que hay mucha actividad comercial, aunque muchos de sus habitantes trabajan fuera, como demuestran los autobuses que recogen a los trabajadores de SEAT para trabajar en su factoría de Martorell.

## Símbolos

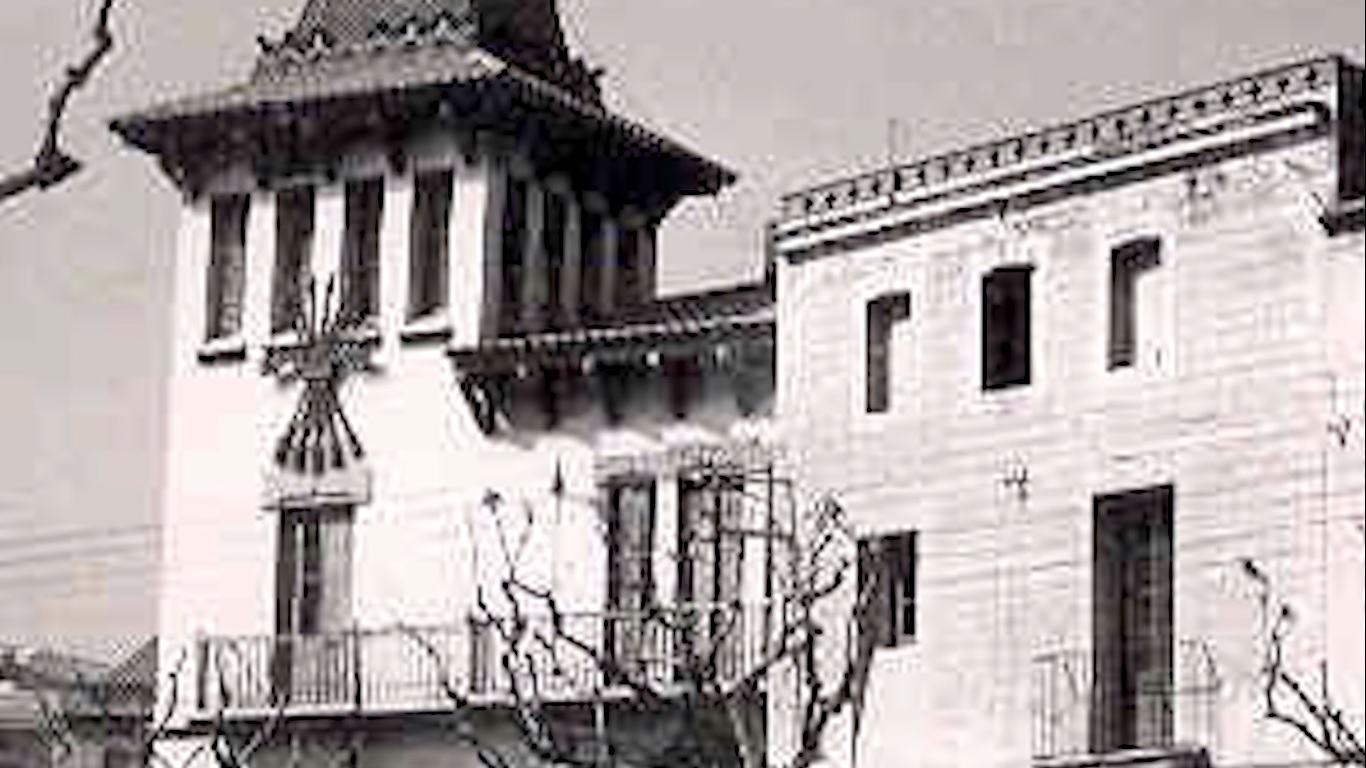
Ayuntamiento de San Vicente Dels Horts en la época preconstitucional, con el símbolo fascista de la Falange en su fachada.

### Escudo
Escudo embaldosado: de argén, una palma de sinople puesta en palo; resaltando sobre el todo una rueda de molino. Por timbre una corona de barón.
Fue aprobado el 17 de febrero de 2005 y publicado en el DOGC el 7 de marzo del mismo año con número 4337.
La rueda de molino y la palma son los atributos del martirio de San Vicente, patrón de la localidad, y son el señal tradicional del escudo municipal. La corona de barón recuerda la antigua baronía de San Vicente dels Horts, ya existente en el siglo XV.

## Administración y política
| Periodo   | Nombre                                                         | Partido |
| --------- | -------------------------------------------------------------- | ------- |
| 1979-1983 | Pere Cuyas Font                                                | PSUC    |
| 1983-1987 | Francisco Visiedo                                              | PSC     |
| 1987-1991 | Adolfo Soriano                                                 | PSC     |
| 1991-1995 | Ricard Pérez Miró                                              | ICV     |
| 1995-1999 | Ricard Pérez Miró                                              | ICV     |
| 1999-2003 | Ricard Pérez Miró                                              | ICV     |
| 2003-2007 | Amparo Piqueras Manzano                                        | PSC     |
| 2007-2011 | Amparo Piqueras Manzano                                        | PSC     |
| 2011-2015 | Oriol Junqueras Vies                                           | ERC     |
| 2015-2019 | Oriol Junqueras Vies (2015) a Maite Aymerich Boltà (2015-2019) | ERC     |
| 2019-2023 | Miguel Comino Haro                                             | PSC     |

### Elecciones municipales 2007
El ayuntamiento es gobernado por el PSC. La alcaldesa Amparo Piqueras (PSC) ganó las elecciones municipales del 2007. Las votaciones de 2007 se caracterizan por un fuerte incremento de los votos recibidos por el PSC pasando del 32,15% de los votos válidos al 42,72% en 2007. Este hecho repercutió en el descenso del resto de partidos políticos a excepción de ERC, que pasó de tercera a segunda fuerza más votada.

### Elecciones municipales 2011
El PSC volvió a ser la fuerza más votada en las elecciones de mayo de 2011.
A pesar de eso, las demás fuerzas políticas del Pleno, consiguieron llegar a un acuerdo de gobernabilidad para formar gobierno (en forma de coalición) y así poner fin a ocho años de mandato socialista. El ayuntamiento pasó a estar gobernado por la candidatura municipalista Junts x Sant Vicenç (una coalición entre Vicentins pel canvi y ERC), Iniciativa per Catalunya-Verds - Esquerra Unida i Alternativa y Convergència i Unió. 
Oriol Junqueras pasó a ser el alcalde de la ciudad.

## Ciudades hermanadas
- Banes, Cuba[cita requerida]
- Garlitos, España[cita requerida]